# Fortuna Viril

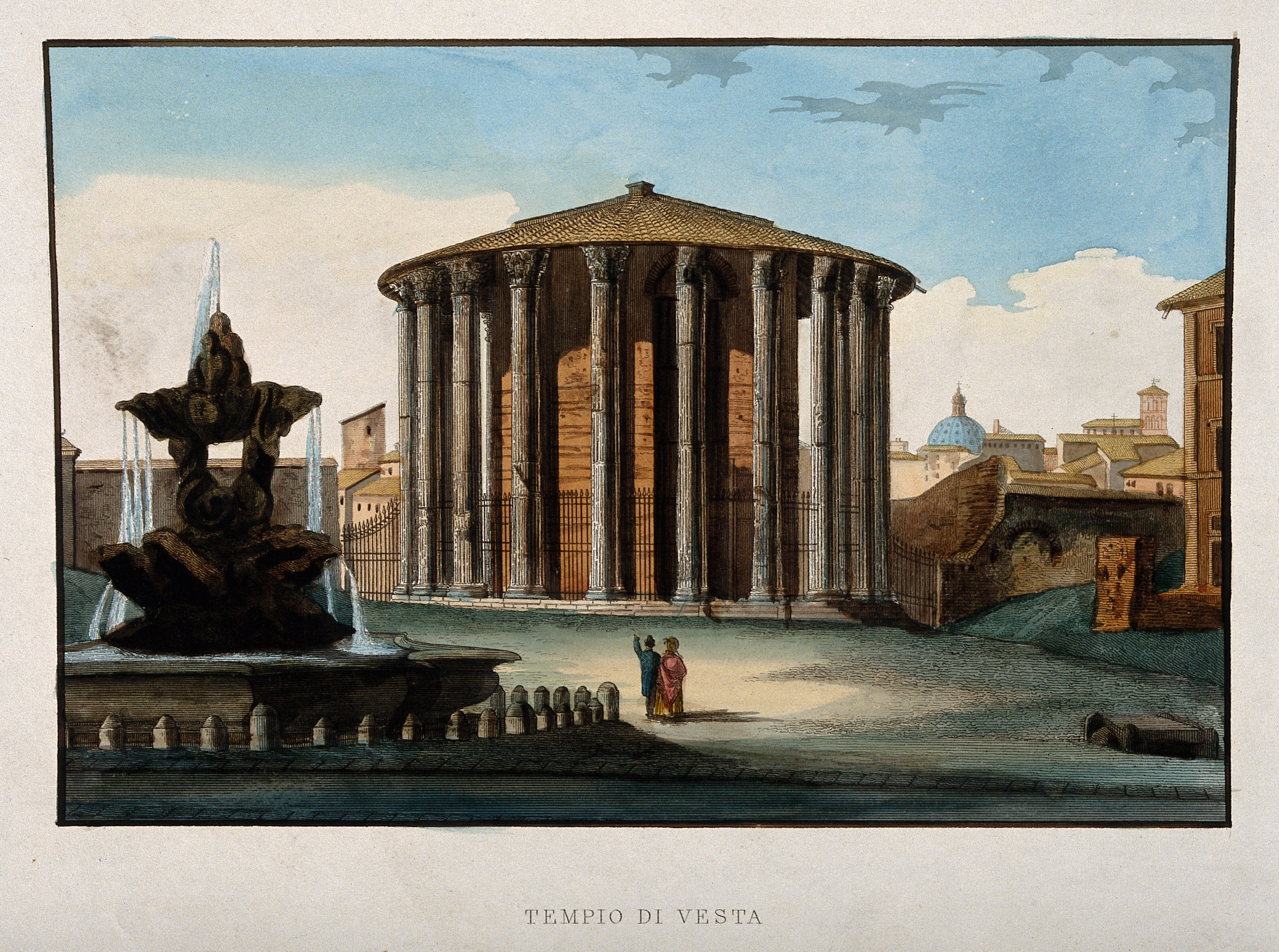
Templo de Vesta ou de Fortuna Viril, Roma

Na antiga religião romana , Fortuna Viril (em latim: Fortuna Virilis) era um aspecto ou manifestação da deusa Fortuna, que apesar de seu nome (virilis , "viril, viril") era cultuada apenas por mulheres. Ela compartilhou um dia de festival com Venus Verticórdia em 1 de abril ( Kalendae Aprilis ) , que aparece pela primeira vez com o nome de Venerália em meados do século IV
De acordo com o poeta Ovídio , Fortuna Viril tinha o poder de esconder as imperfeições físicas das mulheres dos olhos dos homens.  Durante a Venerália, ela recebia uma oferta de incenso, enquanto as cerimônias mais elaboradas eram dedicadas a Vênus. Uma nota de Vero Flaco no calendário fragmentado conhecido como Fastos Prenestinos foi interpretada como significando que mulheres respeitáveis das classes superiores (honestiores) observaram a Venerália separadamente das de menor reputação ou reputação duvidosa ( humiliores e prostitutas ).Plutarco é a única fonte para mencionar o Templo de Fortuna Viril, que ele disse que foi fundado por Sérvio Túlio.Por causa de sua associação com Venus Verticórdia, Fortuna Viril também pode ter seu templo no Váli Múrcia. Um templo no Fórum Boário às vezes identificado como o de Fortuna Viril é mais provável que pertencem a Portuno,  embora possivelmente foi construído para Portuno e dedicado a Fortuna Viril. No início da Idade Média , foi convertido em uma igreja chamada "Santa Maria de Secundicerio".